# Tăng thống
Tăng thống (chữ Hán: 僧統)là danh xưng dùng để tôn xưng vị tăng sĩ lãnh đạo tinh thần Phật giáo của một quốc gia hoặc một giáo hội Phật giáo. Xuất hiện vào khoảng thế kỷ thứ IV tại Trung Hoa, Tăng thống ban đầu là chức vụ quản lý tăng sự được triều đình phong và coi là người đứng đầu Phật giáo cả nước thời phong kiến và quân chủ. Ngày nay, Tăng thống được hiểu là người đứng đầu Phật giáo trong một nước, hoặc của một giáo hội và chức vụ này thường do các tổ chức giáo hội quyết định.
Một số danh xưng như Tăng vương (僧王, pi. saṅgharāja), Tăng hoàng (僧皇), Pháp chủ (法主), cũng được xem là tương đương với chức vị Tăng thống.

## Truyền thốngBắc tông

### Trung Quốc
Danh xưng Tăng thống (chữ Hán: 僧統) bắt nguồn từ Trung Hoa, được lập thời Bắc Ngụy, thời kỳ đầu được gọi là Đạo nhân thống (道人統), Sa-môn thống (沙門統), Đô thống (都統), Chiêu Huyền thống (昭玄統).
Từ giữa thế kỷ IV, Phật giáo phát triển mạnh mẽ và dần có sự ủng hộ chính thức của triều đình tại Trung Hoa. Theo sách Đại Tống tăng sử lược, quyển Trung, có chép là thời nhà Hậu Tần, hoàng đế Diêu Hưng bắt đầu cho lập Tăng quan (僧官) là các vị quan trông coi các vị sư, với chức danh Tăng chính (僧正) là người đứng đầu trông quản Phật giáo.
Theo một tác phẩm vào thời Bắc Ngụy là Thích Lão chí thì vào năm đầu tiên của Đạo Vũ đế nhà Bắc Ngụy, ở quận Triệu có Sa-môn tên là Pháp Quả có giới hạnh tinh nghiêm, mở trường thuyết pháp, được vua cho vời (trưng bổ) làm Đạo nhân thống. Không lâu sau, chức này được đổi thành là Sa-môn thống, do vị tăng Đàm Diệu (曇曜) giữ chức, cũng gọi là Sa-môn đô thống hoặc Chiêu Huyền thống vì gọi theo tên của cơ cấu tăng quan trung ương là Chiêu Huyền tự (昭玄寺, trước đó mang tên Giám Phúc tào 監福曹). Sau đó các vị giữ chức đều được gọi là Chiêu Huyền thống.
Khi nhà Ngụy thống nhất được miền Bắc Trung Hoa, đã cho đổi chức danh Tăng chính thành Tăng thống để thống lĩnh tăng ni. Sử chép thời kỳ này có vị Sa-môn người Kế Tân (罽賓) là Sư Hiền (師賢) đến Trung Hoa, du phương (đi chơi) đến đất Lương, sau đến kinh đô, nhằm lúc Phật pháp gặp nạn (440-451) bèn tạm giữ nghề bốc thuốc để không phải đổi đạo. Sau khi Phật pháp được trùng hưng, sư lại trở thành Sa-môn cùng với năm người bạn. Vua Ngụy lúc đó là Văn Thành đế kính mến, tự tay cắt tóc cho sư, chiếu lệnh phong làm Tăng thống. Đây là vị tăng nhân đầu tiên được ghi chép giữ chức Tăng thống trong lịch sử.
Vào thời Bắc Tề năm 550, Văn Tuyên đế cử 10 vị tăng nhân làm Chiêu Huyền thống và trong đó, Sa-môn Pháp Thượng đứng đầu, được gọi là Chiêu Huyền Đại thống và 9 người còn lại là Thông thống (通統), cùng nhau trông coi hơn 40.000 tăng ni. Năm 581, Tùy Văn Đế sắc phong cho Tăng Mãnh chức "Tùy quốc Đại thống". Mười năm sau lại dùng chức Chiêu Huyền thống.
Từ đời nhà Đường trở đi, vương triều bỏ chức Tăng thống, lập chức Tăng lục (僧錄). Nhà Tống bỏ chức vụ này, nhưng nó lại được dùng lại đời nhà Nguyên với danh hiệu là Thích giáo Tổng thống (釋教總統).

### Việt Nam
Tại Việt Nam, từ thế kỷ X, Vua Đinh Tiên Hoàng thiết trí chức Tăng thống nhưng cũng đồng thời giữ chức Tăng lục. Khuông Việt Đại sư được phong chức Tăng thống và sau đó, vào năm 971, võ quan Trương Ma Ni cũng được Đinh Tiên Hoàng phong chức Tăng lục đạo sĩ. Đây là lần đầu tiên chức Tăng thống được nói đến trong lịch sử Việt Nam và sau này, cho đến thời nhà Trần và nhà Lê vẫn còn được sử dụng. Nhiệm vụ của người giữ chức này, tuy sử sách không ghi lại rõ ràng song vẫn có thể hiểu như một chức để quản lý các sư sãi ở trong nước.
Triều đình nhà Nguyễn đề cao Nho học, không lập chức Tăng thống. Thay vào đó là Tăng cang, được triều đình cấp giới đao, độ điệp, y Ca-sa bằng gấm và mão Hiệp chưởng làm triều phục đại triều.
Thời hiện đại, chức vụ Tăng thống được ghi nhận lần đầu tiên vào năm 1957, là chức vụ lãnh đạo Giáo hội Tăng già Nguyên thủy Việt Nam. Theo tài liệu "Thắp lửa tâm linh" của Minh Đức Triều Tâm Ảnh, ngày 15 tháng 4 năm 1957 đánh dấu thời điểm thành lập Ban Chưởng Quản Lâm thời Giáo hội Tăng già Nguyên Thủy Việt Nam, đại đức Bửu Chơn là Tăng thống (lâm thời):
"Đây chỉ mới là Ban Chưởng Quản Lâm thời, nó chỉ là cái sườn. Cái Ban này phải có nhiệm vụ sơ thảo điều lệ, nội dung để đệ trình lên Chính phủ. Vào khoảng tháng 11,12 năm này, chúng ta phải tổ chức một đại hội, đầy đủ Chư tăng tỳ khưu khắp các chùa để bầu bán công bằng, dân chủ..."
Vào ngày 18 tháng 12 năm 1957, một Hội đồng Tăng già Chưởng Quản Giáo hội Phật giáo Nguyên Thủy Việt Nam, sau cuộc bầu bán và suy cử:
- Tăng thống: Đại đức Hộ Tông
- Đệ nhất Phó Tăng thống: Đại đức Bửu Chơn
- Đệ nhị Phó Tăng thống: Đại đức Thiện Luật

Từ năm 1957 đến 1984, Giáo hội Tăng già Nguyên thủy Việt Nam trải qua 7 đời Tăng thống:
- Tăng thống Hòa thượng Bửu Chơn (Từ 1957 đến 1961)
- Tăng thống Hòa thượng Thiện Luật (từ 1961 đến 1965)
- Tăng thống Hòa thượng Hộ Tông (Từ 1965 đến 1969)
- Tăng thống Hòa thượng Giới Nghiêm (Từ 1969 đến 1973)
- Tăng thống Hòa thượng Bửu Chơn (Từ 1973 đến 1977)
- Tăng thống Hòa thượng Ẩn Lâm (Từ 1977 đến 1981)
- Tăng thống Hòa thượng Giới Nghiêm (Từ 1981 đến 1984)

Khi Giáo hội Phật giáo Việt Nam Thống nhất thành lập năm 1964, đã sử dụng lại danh vị này để gọi vị lãnh đạo cao nhất của giáo hội, theo đó có 6 vị Tăng thống của Giáo hội Phật giáo Việt Nam Thống nhất là:
- Đệ nhất Tăng thống (1964-1973) Hòa thượng Thích Tịnh Khiết (1890-1973)[3]
- Đệ nhị Tăng thống (1973-1979) Hòa thượng Thích Giác Nhiên (1878-1979)[4]
- Đệ tam Tăng thống (1979-1991) Hòa thượng Thích Đôn Hậu (1905-1991)[5]
- Đệ tứ Tăng thống (1991-2008) Hòa thượng Thích Huyền Quang (1919-2008)[6]
- Đệ ngũ Tăng thống (2011-2020) Hòa thượng Thích Quảng Độ (1928-2020)[7]
- Đệ lục Tăng thống (2020-2023) Hòa thượng Thích Tuệ Sỹ (1943-2023)[8]

Sau khi Việt Nam thống nhất, Giáo hội Phật giáo Việt Nam được thành lập sau Đại hội Phật giáo Việt Nam tổ chức tại Tùng lâm Quán Sứ, Hà Nội vào ngày 7 tháng 11 năm 1981. Giáo hội Phật giáo Việt Nam không dùng chức danh Tăng thống mà thay vào đó dùng chức danh Pháp chủ dùng để gọi người lãnh đạo cao nhất của giáo hội.
Từ khi thành lập năm 1981 đến nay, Giáo hội Phật giáo Việt Nam đã có bốn vị Pháp chủ:
- Đức Đệ nhất Pháp chủ: Đại lão Hòa thượng Thích Đức Nhuận (1981 - 1993)
- Đức Đệ nhị Pháp chủ: Đại lão Hòa thượng Thích Tâm Tịch (1993 - 2005)
- Đức Đệ tam Pháp chủ: Đại lão Hòa thượng Thích Phổ Tuệ (2007 - 2021)
- Đức Đệ tứ Pháp chủ: Đại lão Hòa thượng Thích Trí Quảng (2021 - nay)

### Nhật Bản
Theo chế độ Ritsuryō, giới tăng lữ được đặt dưới sự giám sát của Genba ryō (玄蕃寮, げんばりょう), một cơ quan quản lý về Phật giáo và Ngoại quốc của triều đình. Lãnh đạo tăng quan (僧官, Sōkan) gồm có Tăng chính (僧正, Sōjō), Tăng đô (僧都, Sōzu), Luật sư (律師, Risshi). Các chức vụ Tăng chính và Tăng đô lại phân thành các chức Đại - Thiếu. Bên cạnh đó còn các cấp bậc thấp hơn làm phụ tá.
Thiên hoàng Suiko năm 32 (624) lần đầu tiên bổ nhiệm các chức vụ tăng quan với các chức vụ Tăng chính, Tăng đô và Pháp đầu, Bách Tế tăng quan, khởi đầu cho chế độ Tăng chính của Nhật Bản. Cơ quan quản lý tăng sĩ được gọi là Sōgō sho (僧綱所, そうごうしょ), đóng một vai trò quan trọng trong thế giới Phật giáo theo thể chế Ritsuryō. Trong thời kỳ Nara, Sōgō sho đặt tại chùa Yakushi-ji (薬師寺, Dược Sư tự). Sau khi thiên đô, Sōgō sho được đặt tại chùa Sai-ji (西寺, Tây tự).
Theo thời gian, các chức vụ tăng quan được mở rộng, đỉnh điểm gia tăng đến 10 vị. Bậc Tăng chính phân thành Đại tăng chính, Quyền đại tăng chính, Tăng chính, Quyền tăng chính. Năm 819, Sōgō sho được quy định số lượng tăng quan gồm Tăng chính 1 vị, Đại tăng đô 1 vị, Tiểu tăng đô 1 vị, Luật sư 4 vị. Đến năm 864, quy định danh vị các tăng quan của Sōgō sho với Tăng chính là Pháp Ấn Đại hòa thượng (法印大和尚, Hōin Daikashō), Tăng đô là Pháp Nhãn hòa thượng (法眼和尚, Hōgen Kashō) và Luật sư là Pháp Kiều thượng nhân (法橋上人, Hokkyō Shōnin).
| Tăng vị                                         | Tăng quan                                |
| ----------------------------------------------- | ---------------------------------------- |
| Pháp Ấn Đại hòa thượng 法印大和尚 Hōin Daikashō | Đại tăng chính 大僧正 Dai-sōjō           |
| Pháp Ấn Đại hòa thượng 法印大和尚 Hōin Daikashō | Tăng chính 僧正 Sōjō                     |
| Pháp Ấn Đại hòa thượng 法印大和尚 Hōin Daikashō | Quyền tăng chính 權僧正 Gon-sōjo         |
| Pháp Nhãn hòa thượng 法眼和尚 Hōgen Kashō       | Đại tăng đô 大僧都 Dai-sōzu              |
| Pháp Nhãn hòa thượng 法眼和尚 Hōgen Kashō       | Quyền đại tăng đô 權大僧都 Gon-daisōzu   |
| Pháp Nhãn hòa thượng 法眼和尚 Hōgen Kashō       | Thiếu tăng đô 少僧都 Shō-sōzu            |
| Pháp Nhãn hòa thượng 法眼和尚 Hōgen Kashō       | Quyền thiếu tăng đô 權少僧都 Gon-shōsōzu |
| Pháp Kiều thượng nhân 法橋上人 Hokkyō Shōnin    | Đại luật sư 大律師 Dai-risshi            |
| Pháp Kiều thượng nhân 法橋上人 Hokkyō Shōnin    | Trung luật sư 中律師 Chū-risshi          |
| Pháp Kiều thượng nhân 法橋上人 Hokkyō Shōnin    | Quyền luật sư 權律師 Gon-risshi          |

### Triều Tiên
Chế độ Seunggwan (僧官, 승관, Tăng quan) trong lịch sử Triều Tiên được ghi nhận đầu tiên ở vương quốc Tân La qua các ghi chép rải rác ở các tài liệu Tam quốc sử ký và Tam quốc di sự. Vẫn chưa rõ hệ thống Seunggwan được thành lập khi nào, do ai và nhiệm vụ của nó là gì, nhưng một số chức vị được ghi nhận như sau:
1. Guktong (國統, 국통, Quốc thống)
2. Doyuna Rang (都維那娘, 도유나랑, Đô đuy na nương)
3. Tae Doyuna (大都維那, 대도유나, Đại đô duy na)
4. Tae Seoseong (大書省, 대서성, Đại thư tỉnh)
5. So Nyeon Seoseong (小年書省, 소년서성, Thiếu niên thư tỉnh)
6. Jutong (州統, 주통, Châu thống)
7. Guntong (郡統, 군통, Quận thống)

Lịch sử Triều Tiên cũng từng thiết lập chế độ thi cử tăng khoa, thông qua chế độ khoa cử để khảo thí để kiểm định trình độ học thức cao thấp của giới tăng lữ, từ đó phân cấp địa vị chính trị tương ứng. Người đứng đầu giới tăng quan được gọi là Quốc sư (國師) hoặc Vương sư (王師).

## Truyền thốngNam tông

### Myanmar
Thathanabaing (tiếng Miến Điện: သာသနာပိုင်), đôi khi được phiên âm là Thathanapaing, từng là tôn hiệu dành cho vị tăng sĩ đứng đầu Tăng đoàn ở Miến Điện thời tiền thuộc địa, cho đến khi chức vụ này bị chính quyền thuộc địa Anh ở Miến Điện bãi bỏ vào năm 1938. Thathanapaing chịu trách nhiệm quản lý hệ thống cấp bậc của tự viện và giáo dục tại các tự viện Phật giáo. Thathanabaing thường do triều đình Miến Điện bổ nhiệm tăng sĩ trên cơ sở đạo đạo và sự uyên thâm Phật pháp, được quyền cư trú trong một tự viện sắc tứ hoàng gia gần kinh đô của vương quốc.